# لیکهورست، نیوجرسی
لیکهورست (به انگلیسی: Lakehurst) شهری در ایالت نیوجرسی کشور ایالات متحده آمریکا است که جمعیت آن در سرشماری سال ۲۰۱۰ میلادی، ۲٬۶۵۴ نفر بوده‌است.